# مستاوه
مستاوه، ازجمله غذاهای سنتی محبوب تاجیک‌ها در اندراب ، خوست و فرنگ و بخش هایی از تخار و بدخشان می‌باشد.
این غذا که از برنج محلی، روغن، آب گوشت و مساله دیگ به ویژه (زرد چوبه ومرچ سیاه) تهیه می شود یکی از مزه‌دار ترین غذاهای مورد پسند مردم در مناطق یاد شده به حساب می‌رود.

## عید قربان
مستاوه را معمولا، در روزهای عید قربان با گوشت قربانی می پزند، مردم اندراب ترجیح می‌دهند در روزهای عید از مهمانان شان با این غذا خوش‌مزه پذیرایی کنند. تنها غذایی که همه از آن در روز های عید استفاده می‌کنند.
عید قربان از معروف ترین جشن‌های مذهبی میان مسلمانان است. مردم افغانستان نیز این عید را به گونه ویژه جشن می‌گیرند.
روستاییان  معمولا از سه تاپنج روز عید را جشن می‌گیرند. پس از ادای نماز عید، مخصوصا در عید قربان زودتر به خانه بر می‌گردند، و مواشی را که برای قربانی در نظر گرفته‌اند، قربانی کرده و یک مقدار گوشت خام آن را به افراد نیازمند صدقه می‌کنند. اما متباقی این گوشت را پخته کرده و درچند روز عید از مهمانان با مستاوه پذیرایی می‌کنند.
برخی خانواده‌ها هم ترجیح می‌دهند از مهمانان شان تنها با گوشت و یخنی پذیرایی کنند.
این غذای سنتی آن‌چنان با عید قربان گره خورده است که بسیاری روستاییان گاهی عید قربان را  فصل مستاوه خوری نیز می‌گویند.
در بسیاری روستاها، مردم دِه، در روز دوم عید به گونه گروهی به خانه‌های یک دیگر رفته ومستاوه‌خوری می کنند، اما درسال‌های پسین که نفوس درحال افزایش است و از طرفی، خانه‌ها برای گروه‌های بزرگ مردم ده، که به رسم قدیم به خانه یک دیگر می‌روند کفایت نمی‌کند، بزرگان روستا، در مسجد و یا مکان بزرگ تر  برای مستاوه‌خوری  برنامه‌ریزی میکنند، و هر خانواده به قدر توان از یک تا دو کاسه مستاوه با خود می‌آورند ودر کنار هم دور یک سفره طولانی مستاوه را با شوخی‌های محلی تناول میکنند.

## مواد اولیه
گوشت گوسفند یا گوساله: ۷۰۰ گرم 
نمک: ۴ قاشق چایخوری 
برنج : ۱ پیمانه 
سیر: چند دندانه 
نخود: نصف پیمانه 
روغن: نصف پیمانه 
زردچوبه: ۲ قاشق چایخوری 
مرچ سیاه(فلفل سیاه): ۱ قاشق چایخوری 
پیاز: ۲ عدد به صورت خرد شده 
ماست: به مقدار نیاز.

## شیوه پُخت
ابتدا ۲ عدد پیاز را خرد کرده و در روغن به مدت ۲ دقیقه سرخ کنید. 
سپس گوشت را همراه سیر به آن اضافه کنید و ۳ دقیقه سرخ کنید.در مرحله بعد زردچوبه را اضافه کرده و ۲ دقیقه دیگر سرخ کنید و ۸ پیمانه آب اضافه کنید نخودها را که قبلا ۳ ساعت در آب خیساند‌ه‌ایم، به همراه نمک و مرچ سیاه(فلفل سیاه) اضافه کرده و به مدت ۱ ساعت روی حرارت ملایم قرار می دهیم سپس یک پیمانه برنج را که قبلا به مدت ۲ ساعت در آب گذاشته‌ایم را به مستاوه اضافه کرده و ۱۵ دقیقه دیگر پخته می کنیم.بعد از ۱۵ دقیقه غذای شما آماده شده و می توانید همراه چکه سرو 
کنید.